# Lindtneria
Lindtneria là một chi nấm thuộc họ Stephanosporaceae. Chi này phân bố rộng khắp và có tám loài.